# Psittaculirostris salvadorii
Il pappagallo dei fichi di Salvadori (Psittaculirostris salvadorii (Oustalet, 1880))  è un uccello della famiglia degli Psittaculidi, diffuso in Nuova Guinea.
Il nome della specie è un omaggio al naturalista italiano Tommaso Salvadori (1835-1923).